# Bravis International
Bravis International，是日本的一家品牌顧問公司，係於1996年由笹田史仁创办。公司地点在日本東京都港区白金台。主要业务内容包括企业、产品的品牌策略（CI・BI系统设计、产品包装设计、品牌命名、企业・产品口号创意等）提案與執行。除了东京总公司，还在韩国首尔设有分公司。

## 概要
笹田史仁在1968年获得奖学金并前往美国留学，毕业于美国加洲洲立大学洛杉矶分校。之后又毕业于艺术中心设计学院（Art center college of design）平面／包装设计学科。1978年作为设计师就业于Landor Associates旧金山总公司。1996年创办Bravis International Limited。
曾经担任设计大奖“Red Dot Award”的印刷、媒体设计部门的评审员 (2009年印刷・媒体设计 以及包装设计部门)、以及世界规模的包装设计大赛“PENTAWARDS”的评审员 (2007年)等。目前是社団法人日本包装协会（JPDA）的理事长。

## Bravis担任开发的CI・BI系统设计与有关企业・商品・服务
- Sweet Corner－布丁（统一企业中国控股有限公司－Uni-President／台湾）
- Cobras－棒球队（誠泰COBRAS／台湾）
- 東京證券交易所－Tokyo Stock Exchange Group, Inc.
- MOTHERS（東京證券交易所－Tokyo Stock Exchange Group, Inc.）
- HOYA－豪雅
- KDDI
- DENSO－電裝
- Clorets－口香糖（吉百利－Cadbury Japan Limited）
- AKTIO租车服务（AKTIO）
- @LOAN
- USHIO（牛尾电机－USHIO INC.）
- ecomo（Tokyo Design International）
- FM Salus（横滨社区广播－YOKOHAMA COMMUNITY BROADCAST CO.,LTD.）
- GEORGIA－罐裝咖啡（日本可口可乐－Coca－Cola（Japan）Company, Limted）
- 216 The Strand－红茶（片冈物产－KATAOKA & CO., LTD.）
- 九州观光推进机构
- Nodogoshi-nama（麒麟麦酒－Kirin Brewery Company, Limited）
- 麒麟100周年标志（麒麟麦酒－Kirin Brewery Company, Limited）
- 呉竹－Kuretake
- JFE Holdings, Inc.
- Japan Beverage Holdings, Inc.
- J-POWER（电源开发）
- 太阳生命保险
- T & D保険集团－T & D Holdings, Inc.
- TENY（新泻广播网－Television Niigata Network Co., Ltd.）
- Tokyu Driving School－东急驾驶学校（学校法人五岛育英会）
- 東急总店・東急东横店（东急百货店－TOKYU DEPARTMENT STORE CO.,LTD.）
- Toyota Home－房屋提供商
- Palatinose－甜味调料（三井制糖－Mitsui Sugar Co.,Ltd.）
- PiTaPa IC乘车卡－KANSAI THRU PASS（THRUTTO KANSAI）
- ViViA（朝日电视台影像－TV Asahi Productions）
- PLATINUMGAMES Inc.
- plat
- Promise Co., Ltd.
- 瑞穗金融集团－Mizuho Financial Group, Inc.
- 三菱地所－MITSUBISHI ESTATE CO., LTD.
- 明治安田生命（明治安田生命保险相互公司－Meiji Yasuda Life Insurance Company）
- 明治保加利亚酸奶－明治Bulgarian Yoghurt（明治乳业－Meiji Dairies Corporation）
- 满足一日蔬（可果美－KAGOME CO.,LTD.）
- LOTO 6/Mini LOTO/Scratch（彩票）

## Bravis担任开发的品牌命名与有关商品・服务
- NeCoRo－机器猫（欧姆龙－OMRON Corporation）
- Uma Ramen－方便面（韩国农心集团）
- eporo－机器人车（日產汽車－Nissan Motor Co., Ltd.）
- Café Leggero－咖啡店（莫师食品服务公司－MOS FOOD SERVICES, INC.）
- Aqua Conditioner－魔芋海面（natulove）
- PiTaPa －IC乘车卡－KANSAI THRU PASS（THRUTTO KANSAI）
- Prime MAX－啤酒（Hite／韩国）
- Whiteen－口香糖（吉百利－Cadbury Japan Limited）
- missism－化妆品（日本安利－Amway Japan G. K. ）
- Redigo－概念车（日產汽車－Nissan Motor Co., Ltd.）

## Bravis担任开发的品牌、包装设计与有关商品・服务
- 理光R8（理光－Ricoh Company, Ltd.）
- Chill－啤酒（嘉士伯／在中国贩卖）
- KenOnKun－电子体温计（欧姆龙－OMRON Corporation）
- Sweet Corner－布丁（统一企业中国控股有限公司－Uni-President／台湾）
- 7-ELEVEN 台湾茗茶系列 文山包种茶（统一企业中国控股有限公司－Uni-President／台湾）
- 7-ELEVEN 牛奶饮料系列（统一企业中国控股有限公司－Uni-President／台湾）
- 鲜果汁系列（统一企业中国控股有限公司－Uni-President／台湾）
- 7-SELECT H2O轻量瓶（统一企业中国控股有限公司－Uni-President／台湾）
- 7-SELECT 乳酸饮料系列（统一企业中国控股有限公司－Uni-President／台湾）
- 乳酸菌布丁（统一企业中国控股有限公司－Uni-President／台湾）
- ACRON－液体洗衣剂（狮王－Lion Corporation）
- 秋味－啤酒（麒麟麦酒－Kirin Brewery Company, Limited）
- Attack Gift－洁霸礼品（花王－Kao Corporation）
- aromax－灌装咖啡（POKKA Corporation）
- 石窯工房比萨饼（日本火腿－NIPPON MEAT PACKERS,INC.）
- Utsurundesu－一次性相机（富士胶片－FUJIFILM Corporation）
- Uma Ramen－方便面（韩国农心集团）
- Ururucha－凉茶（Kirin Beverage Company,Limited）
- GutsGear－果冻饮料（味之素－AJINOMOTO CO., INC.）
- Katokichi Takitate Gohan 3包装－软包装米饭（加ト吉－Katokichi）
- 甘熟西红柿－火锅底料（可果美－KAGOME CO.,LTD.）
- XYLICLISTAL－糖果（吉百利－Cadbury Japan Limited）
- Kiri 奶油乳酪（Bel Japon K.K.）
- Kirin Chuhai冰结ZERO（麒麟麦酒－Kirin Brewery Company, Limited）
- Ginnosara、Ginnosupun－宠物食品（尤妮佳宠物食品－Unicharm Corporation Petcare）
- Clorets（吉百利－Cadbury Japan Limited）
- Gogomo Kellogg’s－玉米片（Kellogg Company, Inc.）
- Kokugaoishii Milk Cocoa－可可（明治制果－MEIJI SEIKA KAISHA, LTD.）
- Cobras－棒球队（誠泰COBRAS／台湾）
- Komtan Harusame－方便粉丝汤（韩国农心集团）
- CONTAC－感冒药（葛兰素史克－GlaxoSmithKline K. K.）
- GEORGIA－罐裝咖啡（日本可口可乐－Coca－Cola（Japan）Company, Limted）
- Cereal Corn Flakes etc－玉米片等（Kellogg Company, Inc.）
- ScotchBrite－海绵清洁球（住友3M公司－Sumitomo 3M Limited）
- 苏菲（尤妮佳－Unicharm Corporation）
- 谷川連峰的天然水－矿泉水（JR东日本水务市场－JR East Water Business Co.,Ltd）
- T.O.P－灌装咖啡（东西食品／韩国）
- 东京PASTELLO－糕点（I'LL inc.）
- 东京CAMPANELLA－糕点（I'LL inc.）
- 东急总店（东急百货店－TOKYU DEPARTMENT STORE CO.,LTD.）
- 东急东横店（东急百货店－TOKYU DEPARTMENT STORE CO.,LTD.）
- Nescafe Excella－速溶咖啡（雀巢日本－Nestle Japan Group）
- Nescafe Barista－咖啡机（雀巢日本－Nestle Japan Group）
- Nescafe Brite－咖啡伴侣（雀巢日本－Nestle Japan Group）
- 燃焼 Soup－速溶粉丝汤（味之素－AJINOMOTO CO., INC.）
- NOGULI－方便面（韩国农心集团）
- Nodogoshi-nama－啤酒（麒麟麦酒－Kirin Brewery Company, Limited）
- PAON－染法剂（施华蔻汉高－Schwarzkopf & Henkel K.K.）
- Ban－止汗除臭剂（狮王－Lion Corporation）
- Panshiron－肠胃口服药（乐敦制药－ROHTO Pharmaceutical Co.,Ltd.）
- BIZ TIME CAFE Saeru Black－灌装咖啡（Pokka Corporation）
- 冰结（麒麟麦酒－Kirin Brewery Company, Limited）
- Prime Max－啤酒（Hite／韩国）
- Blink and Clean－点眼药（AMOJapan）
- Fururu凉面（韩国农心集团）
- From AQUA－矿泉水（JR东日本水务市场－JR East Water Business Co.,Ltd）
- POKKA COFFEE ORIGINAL（Pokka Corporation）
- Home Café（雀巢日本－Nestle Japan Group）
- My Jam－果酱（明治屋－MEIDI-YA.）
- 明治保加利亚酸奶－明治Bulgarian Yoghurt（明治乳业－Meiji Dairies Corporation）
- MON CAFE－滴咖啡（片冈物产－Kataoka & Co.,Ltd.）
- 满足一日蔬 / 早上的满足一日水果（可果美－KAGOME CO.,LTD.）
- Recaldent－口香糖（吉百利－Cadbury Japan Limited）